# Теофилакт Даласен
Теофилакт Даласен (уп. грч. Θεοφυλακτος Δαλασσηνος; 970-те – после 1042) – државник и војсковођа Византијског царства.

## Биографија
Потицао је из провинцијске племићке породице Даласен. Син Дамјана Даласена, војводе од Антиохије. Рођен крајем 970-их у граду Даласију. Службу је започео под оцем. Први пут се помиње у писму 998. године, када је учествовао у походу свог оца против трупа Фатимидског калифата. Учествовао је у бици код Апамеје исте године, када су Византинци претрпели тежак пораз. Дамјан Даласен је погинуо, а Теофилакт је заједно са својим братом Константином заробљен. Продати су за 6.000 златних динара фатимидском војсковођи Јаишу ал Самсаму. Избавио се из ропства тек 1008. године.
По повратку је провео време опорављајући се. 1010-их година постао је познат у биткама против бугарске државе. Године 1021. постављен је за друнгарија царске гарде и добио је титулу протоспафарија. Године 1022. постављен је за стратега анатоличке теме. Исте године предводио је трупе да угуше побуну Нићифора Ксифије и Нићифора Фоке. Још пре приближавања Даласенових трупа, на подстицај Ксифије, Фок је убијен, а већ је Теофилакт Даласен брзо победио остале побуњенике, ухвативши Нићифора Ксифију, који је послат у изгнанство. Од 1023. до 1025. био је стратег теме Иберије, заменивши свог брата Романа на овом месту.
Године 1027. учествовао је у гушењу побуне Нићифора Комнина, катепана из Васпуракана, против цара Константина VIII. Исте године постављен је за катепана Васпуракана. На овој позицији успео је да обезбеди мир на граници са Равадидима. Године 1032. цар Роман III Аргир је именовао Теофилакта Даласена за војводу Антиохије. Истовремено је добио титулу антипат-патриција и веста, захваљујући чему је ушао у највишу аристократију. На функцији је био до 1034. године. Успешно је деловао против Арапа у јужној Сирији и Феникији.
Нови цар Михаило IV сумњао је у верност Теофилакта Даласена, па га је лишио свих положаја. 1039. године, заједно са породицом, послат је у прогонство. Успео је да поврати свој утицај тек после ступања на престо цара Константина IX Мономаха, који је Даласену доделио титулу господара. Вероватно је убрзо умро.
Теофилакт Даласен је имао ћерку и сина, војводу од Антиохије, Адријана Даласена.